# Vizes
Vizes, románul: Vodnic, egy falu Romániában, a Bánságban, Krassó-Szörény megyében. Az első világháborúig Krassó-Szörény vármegye Resicabányai járásához tartozott.

## Nevének változásai
1839, 1863-1900 Vodnic, 1920-ban Vadnic volt a település neve.

## Népessége

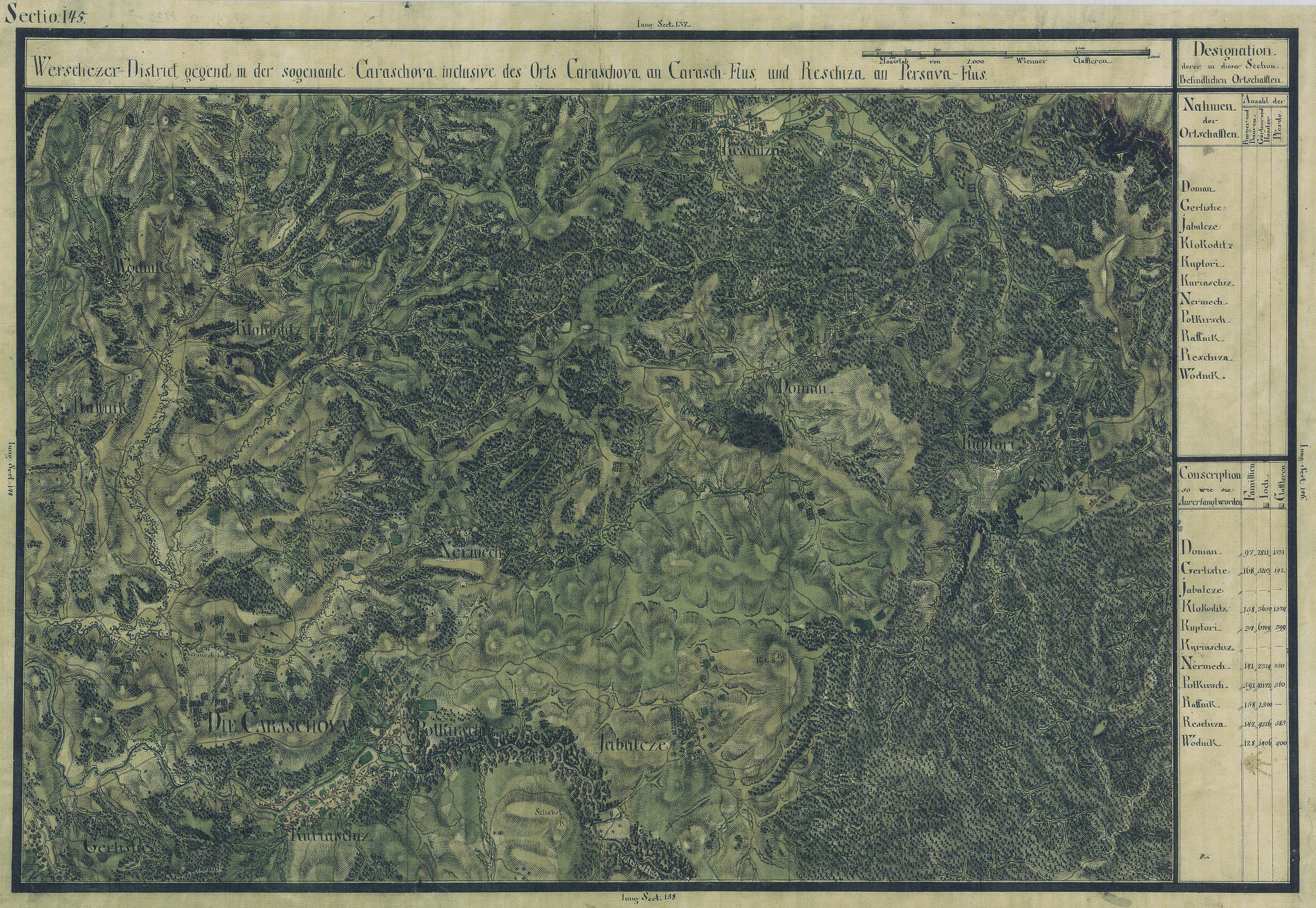
Vizes környéke 1770 között

- 1900-ban 461 lakosából 456 volt krassován, 4 német és 1 szlovák anyanyelvű; 457 római katolikus, 3 izraelita és 1 görögkatolikus vallású.
- 1992-ben 482 lakosából 336 volt horvát, 130 krassován, 9 szerb és 6 román, 479 római katolikus és 3 ortodox vallású.